# Humongous
Humongous Inc. est une entreprise américaine qui développe des jeux vidéo. L'entreprise est connue pour ses jeux de sport et d'aventure éducatifs pour enfants.

## Historique
Humongous Entertainment, le prédécesseur d'Humongous, Inc., a été créé en 1992 par Shelley Day et Ron Gilbert. Le nom Humongous Entertainment a été suggéré par Tim Schafer, un collègue de Ron Gilbert alors qu'ils travaillaient chez LucasArts. En anglais, Humongous signifie gigantesque ou énorme. Il est devenu connu pour ses jeux vidéo d'aventure de pointer-et-cliquer pour enfants, comme les séries Fatty Bear, Pouce-Pouce, Marine Malice, Spy Fox (ou James Renard pour le premier jeu) et Pyjama Sam (ou Sam Pyjam pour les premiers jeux).
En 1996, Humongous a créé le premier titre de la série Backyard Sports : Backyard Baseball. Ce fut le jeu le plus populaire de la série, bien que des dérivés furent créés, tels que Backyard Football, Backyard Soccer ou Backyard Hockey. Au commencement, les personnages qu'incarnait le joueur étaient les Backyard Kids, mais des athlètes professionnels furent ajoutés au fur et à mesure des versions. Contrairement à la quasi-totalité des autres jeux de l'entreprise, les Backyard Sports sont disponibles sur des consoles de jeux (Nintendo GameCube, Wii, PlayStation 2 et Game Boy Advance) en plus de Windows et Mac.
En juillet 1996, GT Interactive racheta Humongous Entertainment pour 76 millions de dollars. GT Interactive a ensuite été racheté par le français Infogrames. Après qu'Infogrames ait racheté Hasbro Interactive, à qui appartenait Atari, la société fut renommée par ce même nom.
À travers sa sous-division Cavedog Entertainment, Humongous a aussi créé Total Annihilation, un jeu stratégique en temps réel. Deux extensions ont ensuite été créées, ainsi qu'en 1999, une suite, Total Annihilation: Kingdoms suivie d'une autre extension en 2000. Cavedog fut supprimée la même année.
À la mi-2000, les cofondateurs d'Humongous Entertainment tentèrent de racheter l'entreprise à Infogrames en utilisant des fonds externes, mais le rachat a été planifié en même temps que l'explosion de la Bulle Internet (krach boursier) en 2000 et ça n'a pas fonctionné. Les fondateurs ainsi qu'un bon nombre d'employés ont quitté la société peu après, pour créer une nouvelle entreprise, Hulabee Entertainment, en 2001.
Atari a licencié 87 employés d'Humongous Entertainment (soit plus de 40 % d'entre eux) à la mi-2001, le jour du lancement de Marine Malice 5 : Le Mystère Du Monstre Du Lagon. La compagnie a disparu quelques années plus tard.
Une nouvelle entreprise, Humongous Inc., a été créée ensuite, mais avec uniquement 3-5 employés d'Humongous. En 2005, Atari (Infogrames) rachète Humongous 10,3 millions de dollars. Atari a conservé les droits de distribution sur les produits d'Humongous aux États-Unis, au Canada et au Mexique au 31 mars 2006. Humongous, Inc. continue actuellement le développement de la série Backyard Sports.
Les jeux de pointer-et-cliquer d'Humongous (sauf deux jeux sortis en 2003 qui utilisent Yaga et qui sont compatibles uniquement avec Windows) sont disponibles pour les plateformes Mac et Windows. Étant donné que la plupart des jeux d'Humongous utilisent Scumm, ils peuvent également être joués sous d'autres plateformes telles que Linux en utilisant ScummVM.
En 2008, Majesco a porté certains jeux sous Wii en utilisant ce logiciel, ce qui a donné lieu à un conflit au sujet de la licence GNU GPL, étant donné que ScummVM est sous cette dernière et les jeux portés, sous licence propriétaire. Un compromis a été trouvé avec la FSF.
Le 19 juillet 2013, Tommo rachète Humongous auprès de Atari Inc. qui vient de faire faillite en janvier dernier. Tommo ne rachète pas toutes les licences Humongous Entertainment, car la série Backyard Sports est rachetée par The Evergreen Group et Moonbase Commander par Rebellion Developments.

## Spécificités des jeux depointer-et-cliquerd'Humongous
- À chaque partie, des éléments du jeu changent (plus ou moins importants).
- On retrouve le même style de dessin.
- Il y a toujours un mini-jeu en plus, qui peut être accessible par le menu principal.
- Le personnage ne se déplace que pour changer de pièce et pour aller examiner ou interagir avec un objet.
- Le curseur est simple avec des coins arrondis, il est transparent (seuls les contours apparaissent) quand aucune interaction n'est possible, devient opaque sinon, ou devient une flèche opaque plus grosse montrant une direction quand il est possible de changer de pièce.
- Il est possible de passer une cinématique avec la touche échap.
- Comme dans tout jeu de pointer-et-cliquer, le joueur a un inventaire avec des objets situé en bas de l'écran. Certains objets peuvent être glissés-déposés à un endroit pour interagir avec.
- La plupart des éléments cliquables n'ont aucune utilité et ne font qu'afficher des animations.

## Liste de jeux

### Spy Fox
- James Renard : Opération Milkshake (1997)
- Spy Fox 2 : Opération robot-expo (1999)
- Spy Fox in Cheese Chase (1999)
- Spy Fox in Hold the Mustard (1999)
- Spy Fox 3 : Opération SOS Planète (2001)

### Pyjama Sam
- Sam Pyjam : Héros de la Nuit (1995)
- Sam Pyjam 2 : Héros Météo (1998)
- Pajama Sam's Lost & Found (1998)
- Pajama Sam's Sock Works (1999)
- Pyjama Sam : Héros du Goûter (2000)
- Pajama Sam: Games to Play On Any Day (2001)
- Pajama Sam 4 : Life is Rough When You Lose Your Stuff (2003)

### Pouce-Pouce
- Putt-Putt Join The Parade (1992)
- Putt-Putt Goes to the Moon (1993)
- Putt-Putt & Fatty Bear's Activity Pack (1993)
- Putt-Putt's Fun Pack (1993)
- Pouce-Pouce Sauve Le Zoo (1995)
- Putt-Putt and Pep's Dog on a Stick (1996)
- Putt-Putt and Pep's Balloon-O-Rama (1996)
- Pouce-Pouce : Voyage Dans Le temps (1997)
- Pouce-Pouce Entre Dans La course (1998)
- Pouce-Pouce Découvre Le Cirque (2000)
- Putt-Putt : Pep's Birthday Surprise (2003)

### Marine Malice
- Marine Malice : Le Mystère des Graines d'Algues (1994)
- Marine Malice 2 : Le Mystère de l'École Hantée (1996)
- Marine Malice 3 : Le Mystère Du Coquillage Volé (1998)
- Marine Malice 4 : Le Mystère du Ranch aux Cochons (1999)
- Marine Malice et Luther Les gloutons des mers (1999)
- Marine Malice et Luther Le Bullotron (1999)
- Marine Malice 5 : Le Mystère Du Monstre Du Lagon (2001)

### Backyard Sports
- Backyard Baseball
- Backyard Hockey
- Backyard Basketball
- Backyard Football
- Backyard Soccer